# Portugal au Concours Eurovision de la chanson 2017
Le Portugal est l'un des quarante-deux pays participants du Concours Eurovision de la chanson 2017, qui se déroule à Kiev en Ukraine. Le pays est représenté par le chanteur Salvador Sobral et sa chanson Amar pelos dois, sélectionnés lors de l'émission Festival da Canção. Au terme de la finale, le Portugal remporte le concours pour la première fois de son histoire avec 758 points.

## Sélection
Le diffuseur portugais annonce sa participation le 4 août 2016, confirmant que la sélection de l'artiste se fera via le Festival da Canção. L'émission est constituée de deux demi-finales, qui se dérouleront les 19 et 26 février 2017, et d'une finale, qui aura lieu le 5 mars 2017.
Huit artistes concourent dans chaque demi-finale, et à l'issue de chacune, quatre d'entre eux se qualifieront pour la finale. Les qualifiés sont désignés par un vote combinant pour moitié les votes d'un jury d'expert et pour l'autre moitié le télévote. Le jury, tout comme le public attribue 12 points à sa chanson favorite, 10 points pour la deuxième, puis de 8 à 3 points pour les suivantes.
- Qualifié

### Première demi-finale
| Ordre | Artiste           | Chanson                     | Jury | Télévote | Total | Place |
| ----- | ----------------- | --------------------------- | ---- | -------- | ----- | ----- |
| 1     | Márcia            | Agora                       | 5    | 3        | 8     | 8     |
| 2     | Golden Slumbers   | Para Perto                  | 6    | 5        | 11    | 5     |
| 3     | Fernando Daniel   | Poema A Dois                | 7    | 10       | 17    | 3     |
| 4     | Deolinda Kinzimba | O Que Eu Vi Nos Meus Sonhos | 8    | 4        | 12    | 4     |
| 5     | Rui Drumond       | O Teu Melhor                | 3    | 6        | 9     | 7     |
| 6     | Lisa Garden       | Without You                 | 4    | 7        | 11    | 5     |
| 7     | Salvador Sobral   | Amar Pelos Dois             | 12   | 8        | 20    | 2     |
| 8     | Viva La Diva      | Nova Glória                 | 10   | 12       | 22    | 1     |

### Deuxième demi-finale
| Ordre | Artiste           | Chanson                | Jury | Télévote | Total | Place |
| ----- | ----------------- | ---------------------- | ---- | -------- | ----- | ----- |
| 1     | David Gomes       | My Paradise            | 6    | 6        | 12    | 7     |
| 2     | Lena D'Agua       | Nunca Me Fui Embora    | 10   | 4        | 14    | 4     |
| 3     | Beatriz Felicio   | Ao Teu Olhar           | 8    | 5        | 13    | 5     |
| 4     | Pedro Gonçalves   | Don't Walk Away        | 4    | 12       | 16    | 3     |
| 5     | Helena Kendall    | Andamos No Céu         | 5    | 8        | 13    | 5     |
| 6     | Celina Da Piedade | Primavera              | 12   | 7        | 19    | 1     |
| 7     | Jorge Benvinda    | Gente Bestial          | 7    | 10       | 17    | 2     |
| 8     | Inês Sousa        | Se O Tempo Não Falasse | 3    | 3        | 6     | 8     |

### Finale
| Ordre | Artiste           | Chanson                     | Jury | Télévote | Total | Place |
| ----- | ----------------- | --------------------------- | ---- | -------- | ----- | ----- |
| 1     | Jorge Benvinda    | Gente Bestial               | 10   | 5        | 15    | 4     |
| 2     | Pedro Gonçalves   | Don't Walk Away             | 5    | 8        | 13    | 6     |
| 3     | Lena D'Agua       | Nunca Me Fui Embora         | 5    | 3        | 8     | 7     |
| 4     | Salvador Sobral   | Amar Pelos Dois             | 12   | 10       | 22    | 1     |
| 5     | Fernando Daniel   | Poema A Dois                | 7    | 7        | 14    | 5     |
| 6     | Celina Da Piedade | Primavera                   | 10   | 6        | 16    | 3     |
| 7     | Deolinda Kinzimba | O Que Eu Vi Nos Meus Sonhos | 3    | 4        | 7     | 8     |
| 8     | Viva La Diva      | Nova Glória                 | 6    | 12       | 18    | 2     |

## À l'Eurovision
Le Portugal participe à la première demi-finale, le 9 mai 2017. Arrivé en tête avec 370 points, le pays se qualifie pour la finale du 13 mai 2017. C'est la première fois depuis 2010 que le pays se qualifie. En finale, le pays remporte le Concours avec un total de 758 points. Le pays obtient ainsi son premier Top 5, son premier podium, mais surtout sa première victoire après 53 années d'attente.